# Yongde
Yongde är ett härad som lyder under Lincangs stad på prefekturnivå i Yunnan-provinsen i sydvästra Kina.
1. ↑  http://www.geohive.com/cntry/CN-53_ext.aspx